# Miconia jucunda
Miconia jucunda är en tvåhjärtbladig växtart som först beskrevs av Dc., och fick sitt nu gällande namn av José Jéronimo Triana. Miconia jucunda ingår i släktet Miconia och familjen Melastomataceae. Inga underarter finns listade i Catalogue of Life.